# Жевнерович, Вячеслав
Вячеслав Жевнерович (латыш. Vjačeslavs Ževnerovičs; 18 августа 1967) — советский и латвийский футболист, нападающий. Выступал за сборную Латвии.

## Биография
Воспитанник ДЮСШ № 1 г. Даугавпилс. В советский период выступал в чемпионате Латвийской ССР среди КФК за «Строитель» (Даугавпилс), был одним из лидеров атаки клуба. В 1988 году забил 19 голов в первенстве республики, вошёл в пятёрку лучших бомбардиров и был признан лучшим нападающим турнира, а его клуб стал бронзовым призёром чемпионата. В 1991 году с 27 голами стал лучшим бомбардиром чемпионата республики, а также завоевал Кубок Латвийской ССР. Один сезон, в 1989 году, провёл в соревнованиях мастеров в составе клуба «Звейниекс» (Лиепая) во второй лиге СССР, но в 20 матчах не смог отличиться ни разу.
После распада СССР стал играть за клубы высшей лиги Латвии. В 1992 году в составе клуба ВЭФ (Рига) стал бронзовым призёром чемпионата и завоевал титул лучшего бомбардира, забив 19 голов. Стал автором первого хет-трика и «покера» чемпионатов Латвии, забив 4 гола в матче против «Дилара» из Илуксте (5:0) 5 мая 1992 года. В 1993 году вернулся в Даугавпилс и играл за местный клуб «Аусеклис»/«Вилан-Д»/«Динабург». Серебряный призёр чемпионата Латвии 1995 года, бронзовый призёр 1996 года. В 1993 году занял второе место в споре бомбардиров сезона (10 голов), в 1995 году стал лучшим снайпером своего клуба (8 голов).
Часть сезона 1996 года провёл в клубе второго дивизиона Финляндии ТПВ (Тампере), но сыграл только 2 матча. Затем выступал в высшей лиге Латвии за клуб «Гауя» (Валмиера), а в конце карьеры играл в первой лиге за «Зибенс/Земессардзе» (Илуксте).
Всего в высшей лиге Латвии сыграл 144 матча и забил 46 голов.
Сыграл один матч за сборную Латвии — 12 июля 1992 года в рамках Кубка Балтии против Литвы (2:3), провёл на поле первый тайм.

## Достижения
- Серебряный призёр чемпионата Латвии: 1995
- Бронзовый призёр чемпионата Латвии: 1992, 1996
- Лучший бомбардир чемпионата Латвии: 1992 (19 голов).